# 共和党 (日本)
共和党（きょうわとう、英: Kyowa Party）は、日本の政治団体。共和主義を基本理念とする。
2020年（令和2年）に鳩山友紀夫（旧名：由紀夫）と首藤信彦らによって結成された。

## 概要
2019年（令和元年）10月25日、鳩山由紀夫は新たな政治団体、「共和党」の結党を目指す意向を表明し、結成に向けた準備会を発足させた。この際、鳩山は2030年までに国会議員が30人くらいの規模の政党にしたいと述べている。鳩山は自身が理念に掲げる「共和主義」について、「『共に和する』という意味で、これは日本で生まれた理念です」と説明し、米共和党のような君主を持たない共和制とは異なる考えであることから現行の象徴天皇制と並立できると説明した。一方で、民主党時代に鳩山と袂を分かった立憲民主党の幹部は、「道楽で政党をつくらないでほしい」と述べ、鳩山の新党結成に冷ややかな反応を示した。2020年7月14日に共和党が正式に旗揚げされ、鳩山が共和党の棟梁（代表）に、首藤信彦元衆議院議員が物差（党首）に就任した。
2022年（令和4年）6月10日、鳩山は東京都内で記者会見を行い、次期衆院選（第50回衆議院議員総選挙）に出馬し、政界復帰を目指す意向を表明した。首相時代に沖縄県・普天間飛行場の移設先を巡って混乱を招いたこと（普天間基地移設問題）に触れ、「何らか沖縄に関わる形を求めていきたいというのが心の中にある」と話した。また、立候補予定の選挙区は「決めていない」と述べた。また、来る同年7月の第26回参議院議員通常選挙では共和党から東京・神奈川に候補を擁立することを発表。東京都選挙区に同党員の田村真菜、神奈川県選挙区に物差の首藤がそれぞれ立候補したが共に落選し、供託金を没収されている。
第50回衆議院議員総選挙では、候補者の擁立を見送った。
第27回参議院参議院通常選挙も、候補者擁立を見送った。
2024年5月の時点で、鳩山の事務所は共和党の立ち上げには関わったものの、現在は党との関わりは一切ないと説明している。